# Cymothoa borbonica
Cymothoa borbonica es una especie de crustáceo isópodo marino del género Cymothoa, familia Cymothoidae. Fue descrita científicamente por Schiödte & Meinert en 1884.

## Distribución
Esta especie se encuentra en Madagascar, Sudáfrica, Maldivas, océano Índico y la parte occidental del Indo-Pacífico.